# Lee Jung-joon
Lee Jung-joon (ur. 26 marca 1984) – koreański lekkoatleta, specjalizujący się w biegu na 110 metrów przez płotki.
W 2008 Lee Jung-joon reprezentował swój kraj na igrzyskach olimpijskich w Pekinie, gdzie odpadł w drugiej rundzie eliminacji na 110 metrów przez płotki, będąc ostatecznie sklasyfikowanym na 18. pozycji. Wielokrotny mistrz i rekordzista kraju.

## Rekordy życiowe
- bieg na 110 m przez płotki - 13,53 (2008)